# 川崎おどり
川崎おどり（かわさきおどり）は、神奈川県川崎市が同県2番目の政令指定都市になったのを記念して製作された盆踊りである。

## 概要
1972年の川崎市の政令指定都市移行を記念して、川崎市の観光PRの一環として都はるみの歌（「川崎おどり」Columbia-PES-7538）で1974年に発表された。同市内で行われる盆踊りの大会ではこの川崎おどりが頻繁に流れる。

## スポーツ応援での利用
- 都市対抗野球大会において東芝野球部が、これをアレンジしたものを使用している。
- Jリーグ所属川崎フロンターレのサポーターが、2024年の川崎市制100周年を記念して、この曲の5番の歌詞の一部を応援チャントに採用している。